# 芿浦線
芿浦線（インポせん）は、朝鮮民主主義人民共和国平安南道北倉郡にある鳩峴駅から芿浦駅までを結ぶ鉄道路線である。なお、「잉포」には「仁浦」という漢字が当てられることもある。

## 歴史
- 1995年10月2日 - 全線電化[1]。

## 路線データ
- 路線距離：鳩峴～芿浦間?km
- 駅数：2（両端駅を含む）
- 軌間：1435mm
- 電化区間：全線（直流3000V）
- 複線区間：なし

## 駅一覧
- 駅所在地は全線平安南道北倉郡内。

| 駅名            | 駅名            | 駅名              | 駅間キロ (km) | 累計キロ (km) | 接続路線             |
| 日本語          | 朝鮮語          | 英語              | 駅間キロ (km) | 累計キロ (km) | 接続路線             |
| --------------- | --------------- | ----------------- | ------------- | ------------- | -------------------- |
| 鳩峴駅 (長安駅) | 구현역 (장안역) | Kuhyŏn (Chang'an) | 0.0           | 0.0           | 北朝鮮鉄道省：平徳線 |
| 芿浦駅          | 잉포역          | Ingp'o            |               |               |                      |

## 参考資料
- 国分隼人（2007年）. 『将軍様の鉄道 北朝鮮鉄道事情』, 新潮社. ISBN 9784103037316